# Zachary Levi
Zachary Levi Pugh (Lake Charles, 29 de setembro de 1980) é um ator e cantor norte-americano. É conhecido por interpretar Chuck Bartowski na série Chuck, Flynn Ryder na animação Enrolados, e o super-herói Shazam no Universo Estendido DC.

## Biografia

### Vida
Filho de Susy Pugh e Darrell Pugh, Levi nasceu em Lake Charles, Louisiana, tem ascendência galesa e é o filho do meio entre duas irmãs. Cresceu em vários lugares dos Estados Unidos até finalmente fixar residência em Ventura, Califórnia. Começou a atuar no teatro aos seis anos, fazendo papéis principais em produções locais como Grease, The Outsiders (filme), Oliver, O Mágico de Oz e Big River. Foi sua interpretação numa produção de Marvin's Room que chamou a atenção de Hollywood.

## Carreira

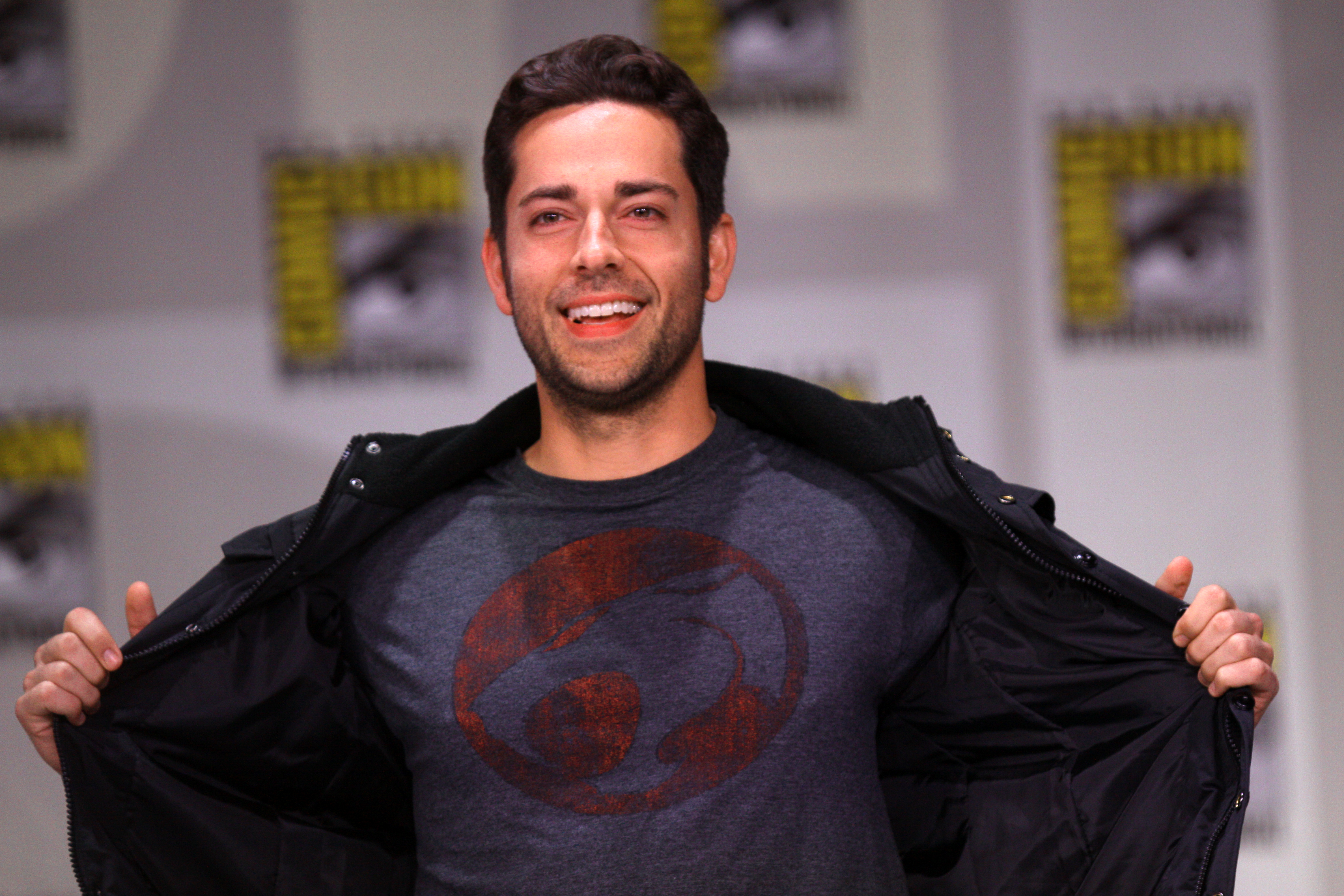
Zachary Levi em San Diego Comic-Con de 2011

Levi ganhou um de seus primeiros papeis no cinema como ator coadjuvante no filme de 2002 "Big Shot: Confessions of a Campus Bookie" da FX Television interpretando "Adam". Também atuou como "Kipp Steadman" no sitcom "Less Than Perfect" da ABC; Ficou com o papel de um pretendente da personagem "Jane", no filme "See Jane Date" (2003) também da ABC. Em 2006 integrou o elenco da comédia "Vovó...Zona 2" na pele do agente "Kevin Keneally"
Ganhou o primeiro de seus papeis mais importantes em "Chuck'' (2007 - 2012), uma série encomendada pela NBC para o outono de 2007. A série estreou em 24 de Setembro nos Estados Unidos. Os treze capítulos fizeram sucesso e a série obteve uma 2ª temporada de 22 capítulos. Durante a quarta temporada, em 2011, em uma entrevista ao jornal brasileiro O Globo contou que "procurava um papel em algum filme ou algo na TV" quando surgiu a oportunidade de fazer um teste para viver o personagem protagonista. Ao receber o roteiro, se interessou pela trama, aceitou concorrer e ganhou o papel titular na série ao lado de Yvonne Strahovski com a qual contracenou. O ator também deixou claro, na época, que ainda pretendia atuar no cinema.
Zachary Levi chegou a revelar ao USA Today que em 2009 tinha o papel de Fandral, o Galante na adaptação para as telas de Thor. Porém, o programa ganhou episódios extras e mais prestígio dentro da NBC e teve que recusar o filme devido ao conflito de agendas. Anos mais tarde Zachary faria o papel de Fandral.
Levi também trabalhou como diretor em alguns episódios de Chuck como em "Chuck Versus the Beard", "Chuck Versus the Leftovers", "Chuck Versus the Hack Off".
Em abril de 2010 fez dueto com a cantora Katharine McPhee na música "Terrified". Cantou no Oscar em 2011 com Mandy Moore a canção "I See The Light" da animação Enrolados.

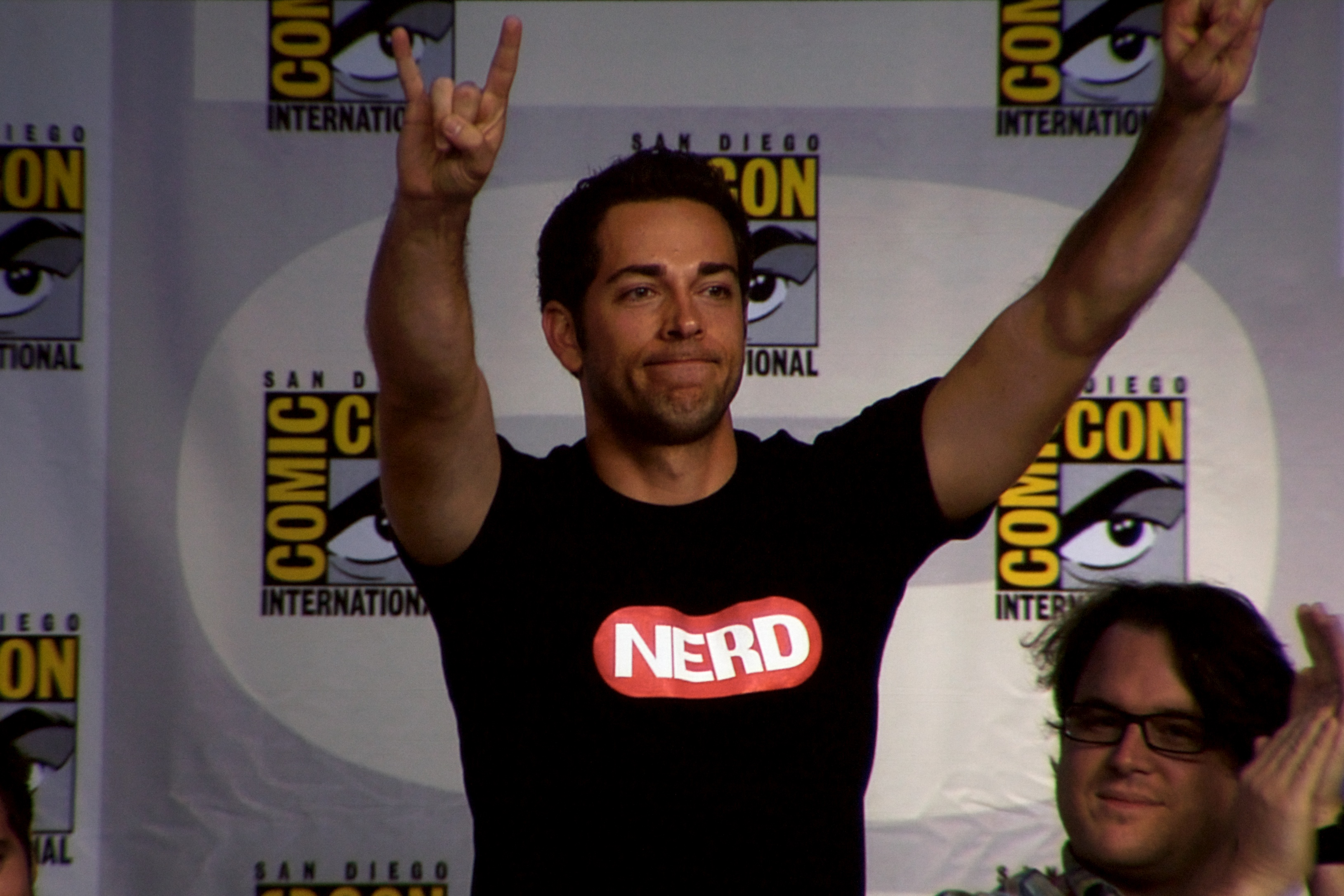
Zachary no San Diego 2010 Comic-Con International em Julho de 2010.

O ator trabalhou na 5ª e última temporada de "Chuck", que estreou em 28 de outubro de 2011, tendo sido finalizada já em 27 de janeiro de 2012.

## Papéis

### Papéis no cinema
Com 37 anos, o ator já havia ganho 20 papéis em pequenos e grandes filmes no cinema. Entre eles: Big Momma's House 2, como "Kevin" (2006); Wiernes, como "Ben" (2008); The Tiffany Problem como "Zac" (2008); An American Carol, como" Lab Tech 1" (2008) e em Shades of Ray, como o protagonista "Ray Rehman" (2008).
No ano de 2009 fez participação em Alvin e os Esquilos 2 como "Toby Seville" e em 2013, ao lado de Alexis Bledel, foi protagonista de Remember Sunday Como "Gus" e, também no mesmo ano, Levi substitui o ator Josh Dallas como "Fandral" em Thor: The Dark World, da Marvel.
Em 2017 faz novamente papel de "Fandral" em Thor: Ragnarok. Em Março de 2018, aparece em Blood Fest e em Julho integrou o elenco da comédia de terror Office Uprising do diretor Lin Oeding na interpretação de "Adam Nusbaum"

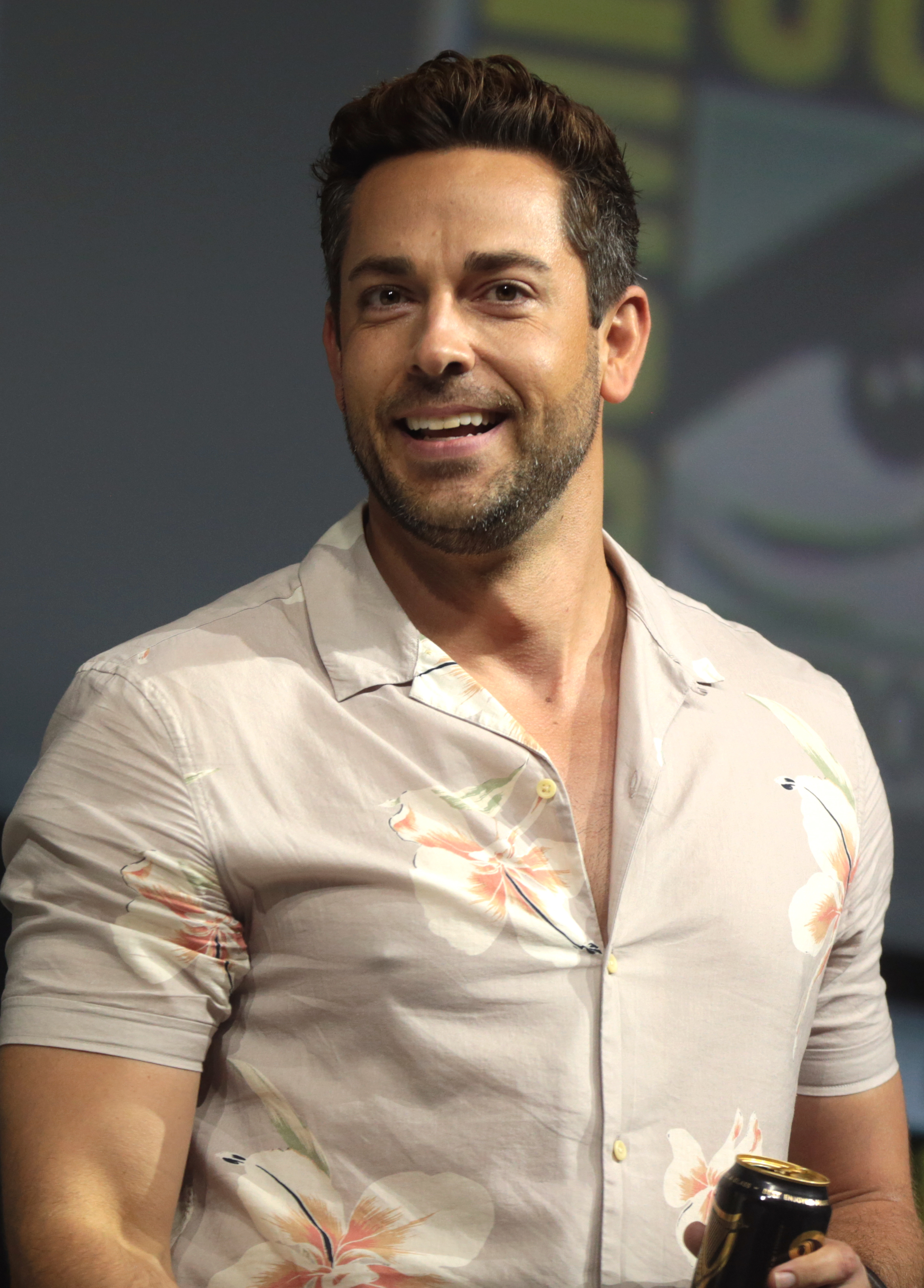
Zachary Levi no San Diego Comic-Con International na Califórnia em 2018

Em Outubro de 2017, foi anunciado que interpretaria o Super-Herói Shazam no seu primeiro filme solo em 2019. O filme estreou com o nome de "Shazam!", e é o sétimo filme do Universo Estendido da DC.
No filme Zachary Levi atua com os atores Asher Angel e Mark Strong. o longa-metragem dirigido pelo diretor David F. Sandberg baseado na história em quadrinhos "Shazam", é um dos trabalhos mais importantes do ator que disse ter recusado inicialmente o papel do herói.
Logo após o lançamento do primeiro filme Shazam!, A DC Comics anunciou uma sequência do super-herói. Com data de estreia prevista para o ano de 2023 o filme tem o título de Shazam: Fury of The Gods!. E contará com o retorno do Ator para o papel principal.

Em 9 de dezembro de 2018 participou do evento brasileiro da Comic Con Experience (CCXP) em São Paulo onde falou com representantes da impressa sobre seu novo trabalho como o herói Shazam. O artista disse ser esse o papel mais certo que poderia ter obtido na carreira e que foi um sonho realizado.
"Legal é estar agora no universo DC e ter o meu próprio super-herói, o nome do filme, ter uma capa. Eu não poderia ter sonhado com um papel mais certo pra mim, pois eu sou mesmo uma criançona na vida real e agora pude interpretar uma, com superpoderes, o que é muito divertido." disse.
Em 2020 Zachary Levi foi escalado para interpretar o jogador Kurt Warner na sua cinebiografia. O longa American Underdog: The Kurt Warner Story produzido pela Kingdom Story Company e dirigido pelos irmãos Andrew e Jon Erwin estreou em Dezembro de 2021 onde conta detalhes da carreira e da vida pessoal do jogador.

### Papéis na Televisão
Na televisão, viveu muitos papéis em séries e filmes, como os personagens "Adam" no filme Big Shot: Confessions of a Campus Bookie (2002); "Kipp Steadman" em Less Than Perfect (2002-2006); "Grant Asher" no filme See Jane Date (2003), "Todd" em dois episódios de The Division (2004); "Clark" em Imperfect Union(2007); o protagonista "Chuck Bartowski" na Série Chuck da NBC. (2007-2012); "James McMahon" em 5 episódios de Telenovela (2015); "Jeremiah Pontelli" na minissérie Alias Grace (2017); o vilão "Thin White Duke" no filme Psych (2017) e "Dr. Benjamin Ettenberg" em The Marvelous Mrs. Maisel (2018).
Em fevereiro de 2015, o presidente da NBC, mesmo canal de Chuck, anunciou que Zachary iria integrar o elenco da minissérie Heroes: Reborn, derivada da série original, Heroes. A estréia da minissérie foi no mesmo ano e o ator interpretou o personagem "Luke Collins" Além dela, uma webssérie seria liberada no Hulu para introduzir a minissérie, que se fosse sucesso em audiência poderia ter mais episódios encomendados e consequentemente se transformar em uma série spinoff".

## Vida Pessoal

### Família
Filho de pais que se divorciaram cedo, cresceu em um lar psicologicamente difícil devido a problemas emocionais de sua mãe (que faleceu em 2015). Seu pai, após o divórcio, foi embora de casa e sua mãe entrou em um novo relacionamento. Descobriu desde os quatro anos de idade que tinha talento para entreter contando piadas para sua família e decidiu que queria continuar entretendo as pessoas ao longo de sua vida. É irmão de Sarah Pugh e Shekinah Pugh.

### Religião
Levi é assumidamente cristão e tem sido desde a infância. Em uma entrevista de 2002 com a revista Relevant Magazine, ele disse: "O meu trabalho no meu set, eu acredito que, primeiro simplesmente amo as pessoas e ganho a confiança com as pessoas, pois elas sabem que eu realmente amo e me preocupo com seu bem-estar, de modo que quando eles estão correndo em problemas, que venha, em algum momento, venha a mim e me pergunte: 'Qual é a sua paz em tudo? Qual é o seu conforto em tudo? de onde você tira o seu amor? Onde você consegue seus talentos? E eu posso ligar para eles e dizer, sem pestanejar, 'Jesus Cristo' ". Em entrevista com Michael Rosenbaum em 2018 disse de si mesmo: "Sou muito espiritual, mas não particularmente religioso" e, embora acredite em Deus, 'religião' é, na minha opinião, muito destrutivo para o que eu acredito." [carece de fontes?]

### Carreira empresarial
Em setembro de 2010, Levi começou sua própria empresa, a marca de roupas The Nerd Machine a qual cria e vende camisetas inspiradas na moda nerd.

### Relacionamento
Em 16 de junho de 2014, Zachary Levi se casou secretamente com a atriz canadense Missy Peregrym em Maui, no Havaí e em dezembro do mesmo ano anunciaram a separação. Segundo Missy, o divórcio aconteceu devido a "divergência de interesses", ambos deram entrada nos papéis do divórcio apenas em abril de 2015.

### Depressão
Mesmo sendo conhecido pelo humor de seus personagens, em Setembro de 2018 pela rede social Twitter, revelou que sofria de depressão e fazia terapia para lidar com o problema.

## Cinema e TV
| Ano       | Título                                   | Papel                | Observações                                                   |
| --------- | ---------------------------------------- | -------------------- | ------------------------------------------------------------- |
| 2023      | Harold and the Purple Crayon             |                      | Longa-Metragem                                                |
| 2023      | Shazam! Fury of the Gods                 | Shazam               | Longa-Metragem                                                |
| 2023      | The Unbreakable Boy                      | Scott                | Longa-Metragem                                                |
| 2021      | American Underdog                        | Kurt Warner          | Longa-Metragem                                                |
| 2021      | O Mauritano                              | Neil Buckland        | Coadjuvante                                                   |
| 2019      | Shazam!                                  | Shazam               | Longa-metragem                                                |
| 2017      | Thor: Ragnarok                           | Fandral              | participação                                                  |
| 2017      | Alias Grace                              | Jeremiah the Peddler |                                                               |
| 2015      | Heroes: Reborn                           | Luke Collins         |                                                               |
| 2015      | Telenovela                               | James McMahon        | Série de TV estrelando Eva Longoria                           |
| 2013      | Thor: The Dark World                     | Fandral              |                                                               |
| 2013      | Como Não Esquecer Essa Garota            | Gus                  |                                                               |
| 2012      | Video Game High School                   | Ace                  | Série de Internet                                             |
| 2012      | Let It Go                                | Ben                  | Piloto                                                        |
| 2009      | Byron Phillips: Found                    | Byron Phillips       |                                                               |
| 2009      | Alvin e os Esquilos 2                    | Toby Seville         |                                                               |
| 2009      | Stuntmen                                 | Troy Ratowski        |                                                               |
| 2008      | Shades of Ray                            | Ray Rehman           |                                                               |
| 2008      | Os Salsichas                             | Ben                  |                                                               |
| 2007-2012 | Chuck                                    | Chuck Bartowski      | Série de TV                                                   |
| 2007      | Spiral                                   | Berkeley             | Produtor executivo                                            |
| 2006      | Big Momma's House 2                      | Kevin                |                                                               |
| 2004      | Curb Your Enthusiasm                     | Bellman              | Participação em "Opening Night"                               |
| 2004      | The Division                             | Todd                 | Participação em "Hail, Hail, the Gang's All Here" e "The Box" |
| 2003      | See Jane Date                            | Grant Asher          | Telefilme                                                     |
| 2002-2006 | Less Than Perfect                        | Kipp Steadman        | Série de TV                                                   |
| 2002      | Big Shot: Confessions of a Campus Bookie | Adam                 | Série de TV                                                   |

### Teatro
| Ano       | Título                         | Papel       | Observações         |
| --------- | ------------------------------ | ----------- | ------------------- |
| 2013-2014 | First Date                     | Aaron       | Musical da Broadway |
| 2016      | She Love Me                    | Georg Nowak | Musical da Broadway |
| 2016      | Sunday in the Park with George |             | Musical da Broadway |

### Dublagens
| Ano  | Título                          | Personagem                       | Observações |
| ---- | ------------------------------- | -------------------------------- | ----------- |
| 2001 | King of the Hill                | Sebastian                        | Voz         |
| 2010 | Tangled                         | Flynn Rider / Eugene Fitzherbert | Voz         |
| 2012 | Tangled Ever After              | Flynn Rider / Eugene Fitzherbert | Voz         |
| 2012 | Robot Chicken                   | Vários personagens               | Voz         |
| 2017 | The Star                        | Joseph                           | Voz         |
| 2017 | Tangled Before Even After       | Flynn Rider / Eugene Fitzherbert | Voz         |
| 2022 | Apollo 10½                      | Kranz                            | Voz         |
| 2022 | Night at the Museum             | Larry Daley                      | Voz         |
| 2023 | Chicken Run: Dawn of the Nugget | Rocky                            | Voz         |

## Video games
| Ano  | Titulo             | Papel         |
| ---- | ------------------ | ------------- |
| 2010 | Halo: Reach        | Trooper 4     |
| 2010 | Fallout: New Vegas | Arcade Gannon |

## Discografia
- Terrified (2010) - Interpretada por Katharine McPhee com Zachary Levi.
- I See the Light (2010) - Interpretada por Zachary Levi e Mandy Moore para o filme Tangled
- You're My Best Buddy (2019) - Levi e James M.Iglehart para o filme "Rapunzel's Tangled Adventure"

## Prêmios e Indicações

### Cinema
| Ano  | Premiação                                | Categoria                                                | Trabalho        | Resultado |
| ---- | ---------------------------------------- | -------------------------------------------------------- | --------------- | --------- |
| 2010 | Broadcast Film Critics Association Award | Melhor Trilha Sonora                                     | Tangled         | Indicado  |
| 2010 | World Soundtrack Awards                  | Melhor Canção Original Escrita Diretamente Para um Filme | Tangled         | Indicado  |
| 2010 | Teen Choice Award                        | Melhor Dublagem                                          | Tangled         | Indicado  |
| 2019 | MTV Movie & TV Award                     | Melhor Comédia Performance                               | Shazam! (filme) | Indicado  |
| 2019 | MTV Movie & TV Award                     | Melhor Herói                                             | Shazam! (filme) | Indicado  |

### Televisão
| Ano  | Premiação                 | Categoria                                               | Trabalho                  | Resultado |
| ---- | ------------------------- | ------------------------------------------------------- | ------------------------- | --------- |
| 2019 | Screen Actors Guild Award | Excelente Desempenho de um Conjunto em Série de Comédia | The Marvelous Mrs. Maisel | Venceu    |
| 2016 | People's Choice award     | Ator Favorito em uma Nova Série de TV                   | Heroes Reborn             | Indicado  |
| 2011 | TV Guide Awards           | Melhor Casal (com Yvonne Strahovski)                    | Chuck                     | Venceu    |
| 2010 | Teen Choice Award         | Ação                                                    | Chuck                     | Venceu    |
| 2010 | Saturn Award              | Melhor Ator na Televisão                                | Chuck                     | Indicado  |
| 2007 | Satellite Award           | Melhor Ator em Série, Comédia ou Musical                | Chuck                     | Indicado  |

### Teatro
| Ano  | Premiação                                      | Categoria                 | Trabalho     | Resultado |
| ---- | ---------------------------------------------- | ------------------------- | ------------ | --------- |
| 2013 | Prêmio Mundial de Teatro (Theatre World Award) |                           | First Date   | Venceu    |
| 2016 | Tony Award                                     | Melhor Ator em um Musical | She Loves Me | Indicado  |